# Sör-Holmtjärnen, Jämtland
Sör-Holmtjärnen är en sjö i Strömsunds kommun i Jämtland och ingår i Ångermanälvens huvudavrinningsområde. Sör-Holmtjärnen ligger i Frostvikenfjällen Natura 2000-område.